# Flik 62D
A Fliegerkompanie 62D vagy Divisions-Kompanie 62 (rövidítve Flik 62D, magyarul 62. felderítőszázad) az osztrák-magyar légierő egyik repülőszázada volt.

## Története
A századot az ausztriai Straßhofban állították fel és 1917. november 30-án az olasz frontra, San Martinóba irányították frontszolgálatra. 1918 nyarán az Isonzó-hadsereg kötelékében vett részt a sikertelen Piave-offenzívában. 1918 szeptemberében átszervezték hadtesthez rendelt felderítőszázaddá (Korps-Kompanie, Flik 62K).
A háború után a teljes osztrák légierővel együtt felszámolták.

## Századparancsnokok
- Szalay Ernő százados

## Századjelzés
Az Isonzó-hadseregben elrendelték a repülőszázadok megkülönböztető jelzéseinek használatát: ennek alapján a Flik 62D repülőgépeinek törzsére a pilótafülke és a farok közé fekete keretes, fehér, fektetett S-formát festettek fel. Az UFAG-gépek függőleges vezérsíkjait is fehérre festették.

## Repülőgépek
- Hansa-Brandenburg C.I
- Phönix C.I
- UFAG C.I